# NGC 7045
NGC 7045 – gwiazda optycznie potrójna znajdująca się w gwiazdozbiorze Źrebięcia (przez wiele źródeł uznawana za podwójną, gdyż tak właśnie wygląda w słabszych teleskopach; jej południowy składnik można rozdzielić na dwie gwiazdy dopiero za pomocą dużego teleskopu). Zaobserwował ją John Herschel 16 lipca 1827 roku i umieścił w swoim katalogu obiektów mgławicowych.